# Leslie Robertson
Leslie Robertson (12. února 1928 Manhattan Beach, Kalifornie – 11. února 2021 San Mateo, Kalifornie), celým jménem Leslie Earl Robertson, byl americký inženýr, který se proslavil hlavně tím, že se stal jedním z hlavních statiků Dvojčat původního Světového obchodního centra v New Yorku. Podílel se ale na mnoha jiných projektech a dalších celosvětově známých stavbách, jako je U.S. Steel Tower v Pittsburghu, Bank of China Tower v Hongkongu a Shanghai World Financial Center v Šanghaji.

## Rodina a život
Robertson se narodil v roce 1928 v Manhattan Beach v Kalifornii manželům Tinabel (rozené Granthamové) a Garnetu Robertsonovým. Jeho matka byla v domácnosti, zatímco otec pracoval v různých zaměstnáních. Rodiče se rozvedli, když byl Robertson ještě dítě, a vychovávala ho otcova druhá manželka Zelda (rozená Ziegelová). V roce 1945, ve svých 17 letech, byl Robertson krátce odveden k námořnictvu, kde však nakonec nesloužil. Vystudoval stavební inženýrství na Kalifornské univerzitě v Berkeley a v roce 1952 získal bakalářský titul z přírodních věd.
Robertson byl ženatý s Elizabeth Zublinovou a později se Sharon Hibinovou, obě manželství skončila rozvodem. V roce 1982 se oženil se SawTeen Seeovou, stavební inženýrkou a později vedoucí partnerkou jejich architektonické a inženýrské kanceláře Leslie E. Robertson Associates (LERA). Do důchodu odešel v roce 1994, ale pro svou firmu pracoval na projektech až do roku 2012. Dne 11. února 2021 umírá na mnohočetný myelom ve svém domě v San Mateu v Kalifornii, den před svými 93. narozeninami.

## Kariéra
Robertsonova inženýrská kariéra začala brzy po studiu, kdy nastoupil do společnosti Kaiser Engineering. V této době pracoval jako matematik, stavební inženýr a elektroinženýr. Byl také členem vyšetřovacího týmu, který zkoumal zřícení vrtné plošiny na moři. Později se vydal do Seattlu, kde v roce 1958 nastoupil do místní stavebně-inženýrské firmy Worthington and Skilling.
Když americký architekt Minoru Yamasaki, který se v Seattlu narodil, vyhrál soutěž na návrh Světového obchodního centra, Robertson a jeho firma Worthington, Skilling, Helle a Jackson (WSHJ) získali zakázku na inženýrské práce. Plánování probíhalo v letech 1966–1971 a šlo o vůbec první výškovou stavbu, kterou Roberson a jeho firma projektovali. Po domluvě s Yamasakim navrhli inovativní design budov s vnějšími sloupy, které byly od sebe vzdáleny pouze dva metry a byly speciálně navrženy tak, aby poskytovaly pocit bezpečí pro lidi v budově. To také znamenalo, že na rozdíl od většiny mrakodrapů té doby, které byly podepřeny betonovými nebo ocelovými rámy se sloupy přerušujícími interiéry, umožňoval design WTC interiéry bez sloupů, přičemž váhu přenášely vnější sloupy a jádra budov skrze ocelové příhradové nosníky podpírající podlaží a spojující vnější plášť s centrálním jádrem.

V roce 1982 Robertson založil vlastní architektonicko-inženýrskou společnost Leslie E. Robertson Associates (LERA). Kromě Světového obchodního centra se podílel na návrhů konstrukcí pro řadu dalších mrakodrapů, včetně U.S. Steel Tower v Pittsburghu, Bank of China Tower v Hongkongu a Shanghai World Financial Center v Šanghaji. Od zřícení Světového obchodního centra v roce 2001 se vedou debaty o bezpečnosti konstrukcí, ale architekti a inženýři se shodují na tom, že Světové obchodní centrum odolalo nárazu letadla dostatečně, díky čemuž se tisíce lidí před zřícením budov stihlo evakuovat. Robertsonova firma se později podílela na vytvoření databáze základních informací o věžích Světového obchodního centra (WTC 1 a 2) pro NIST a FEMA a na prověřování nezdokumentovaných konstrukčních změn, které byly na budovách provedeny po zahájení stavby. Jeho firma zůstala také u statiky budovy Four World Trade Center, která nahradila jednu z původních staveb komplexu.

Budovy, na kterých se Robertson podílel (výběr)
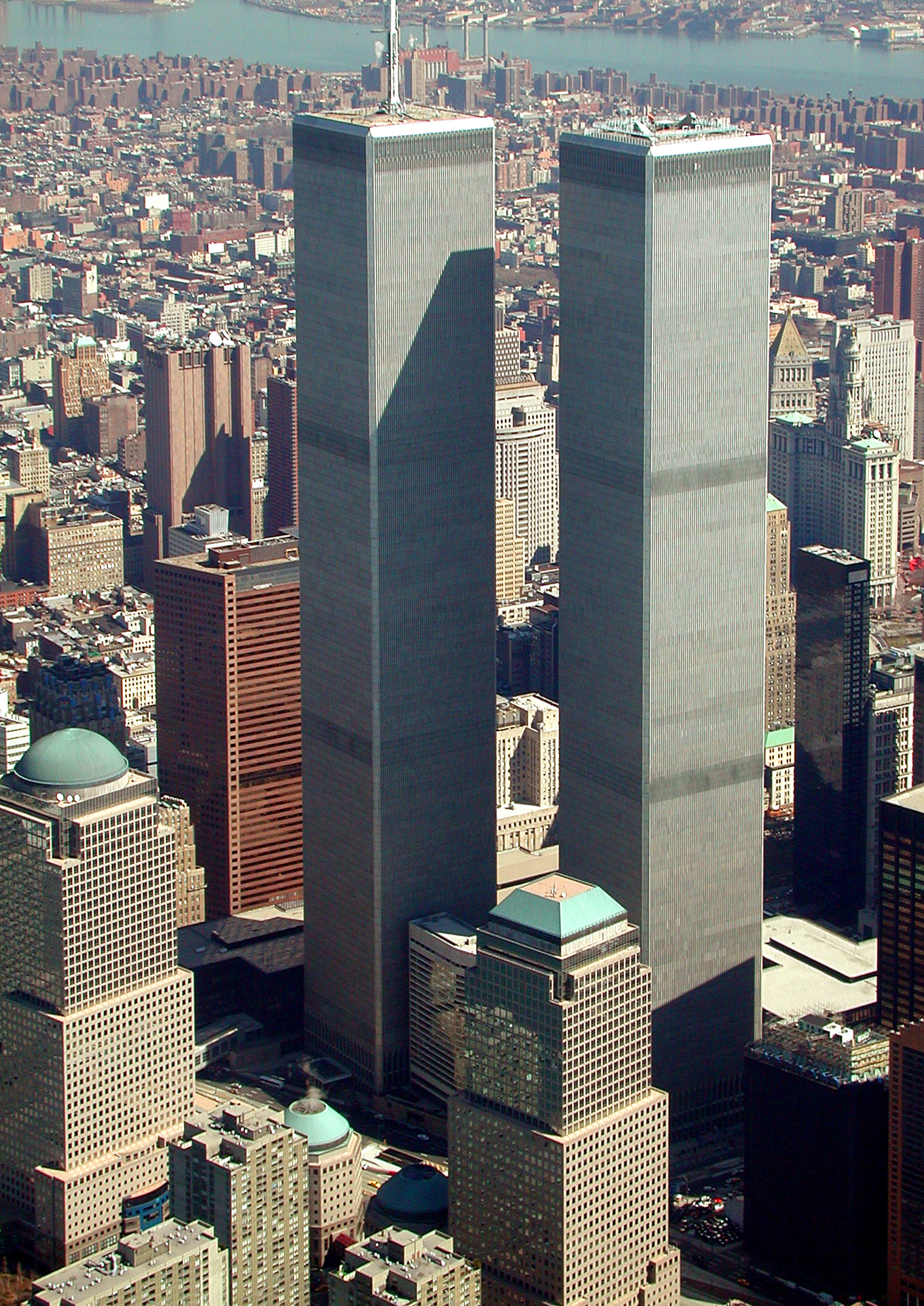
Světové obchodní centrum (1973–2001)
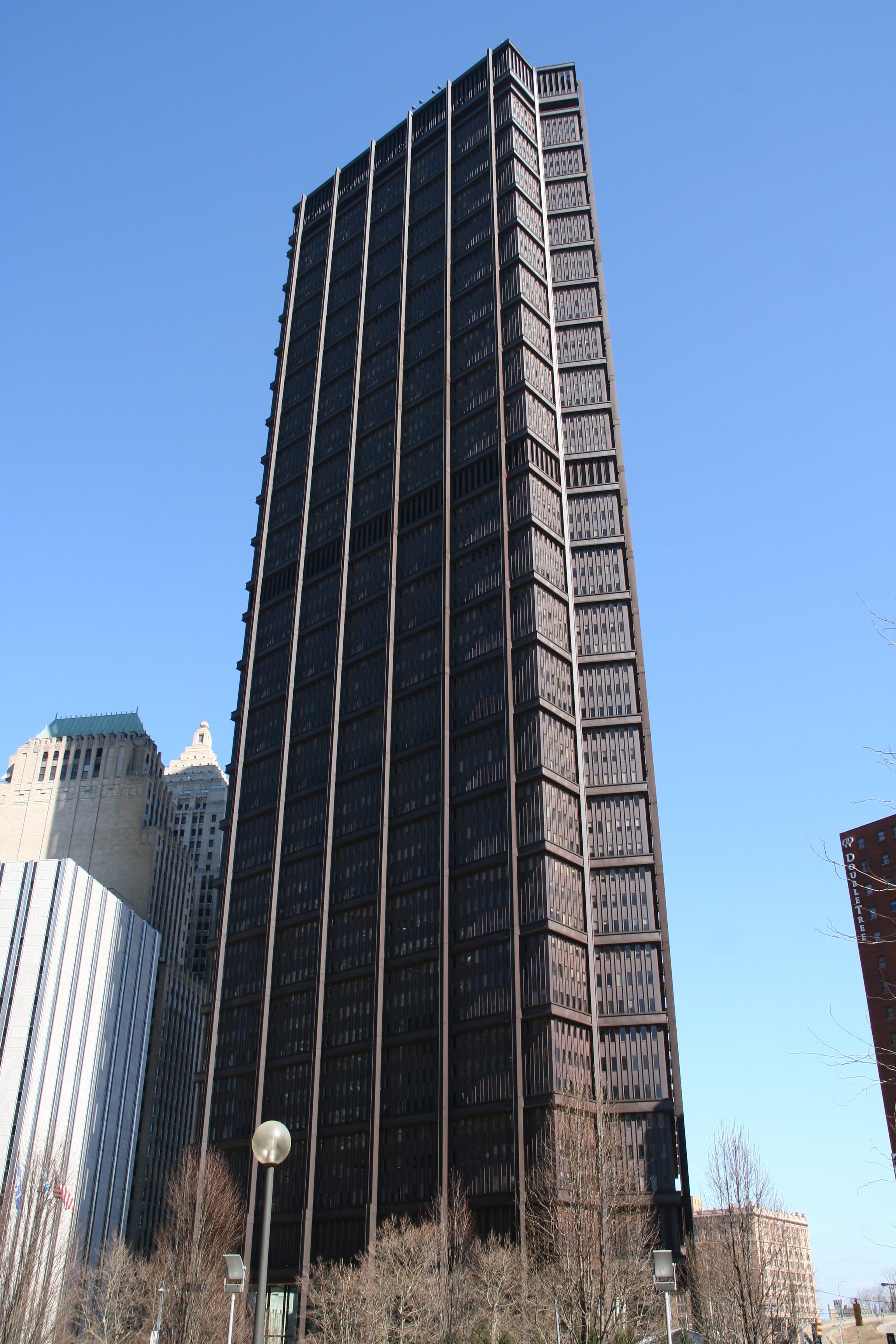
U.S. Steel Tower
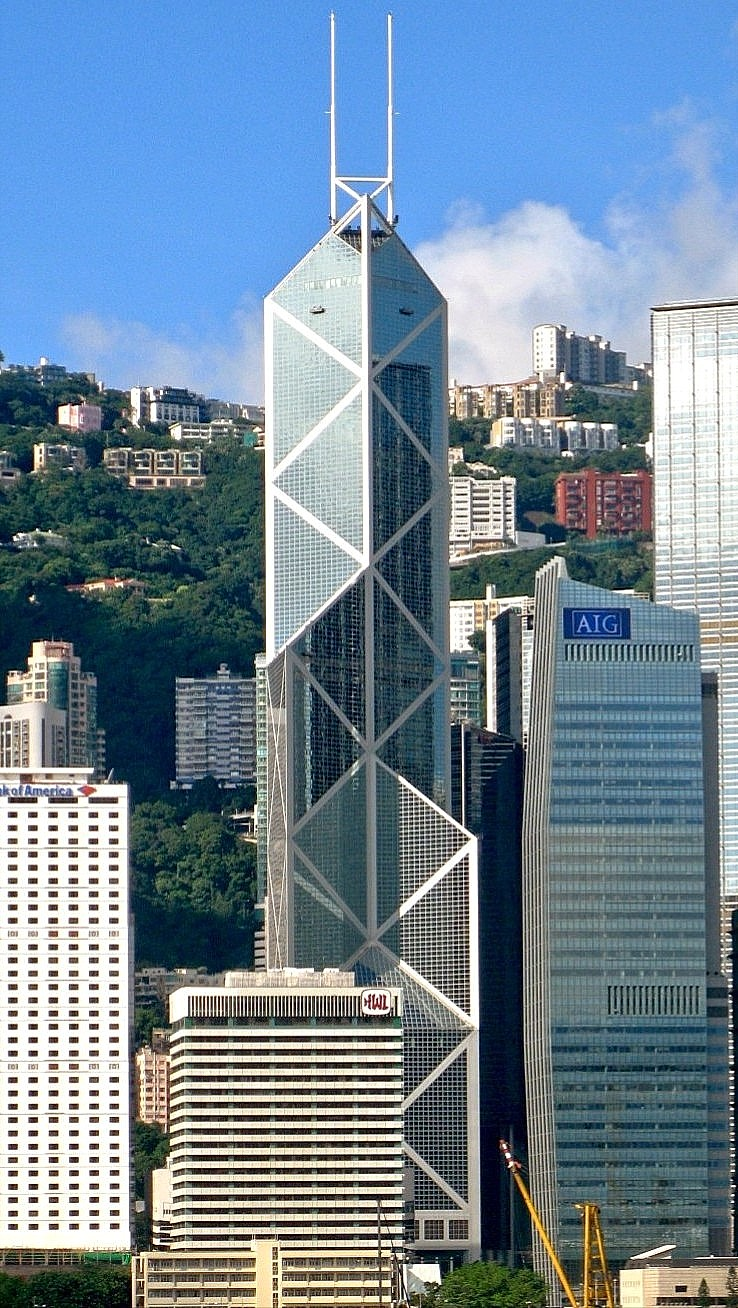
Bank of China Tower
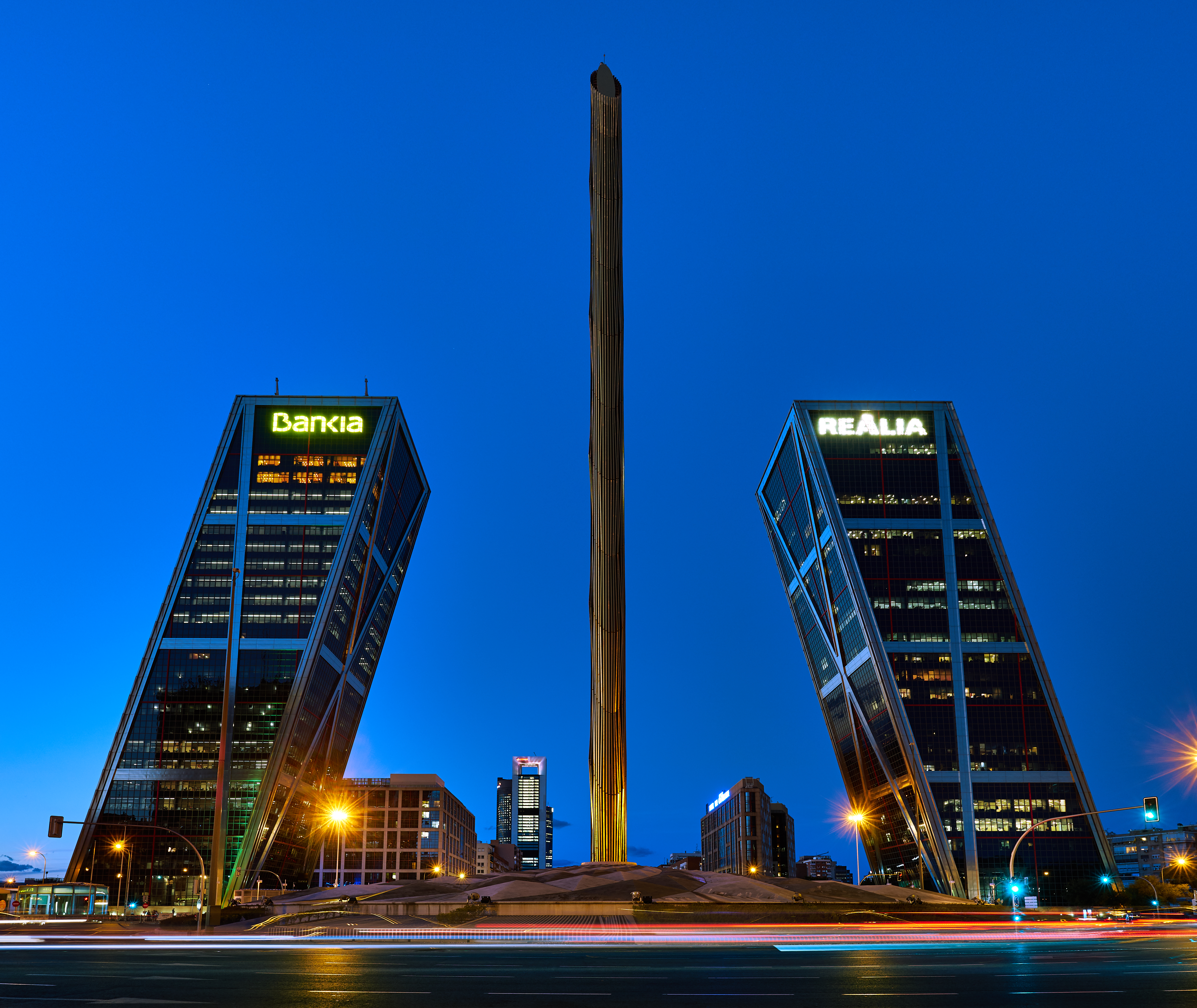
Puerta de Europa
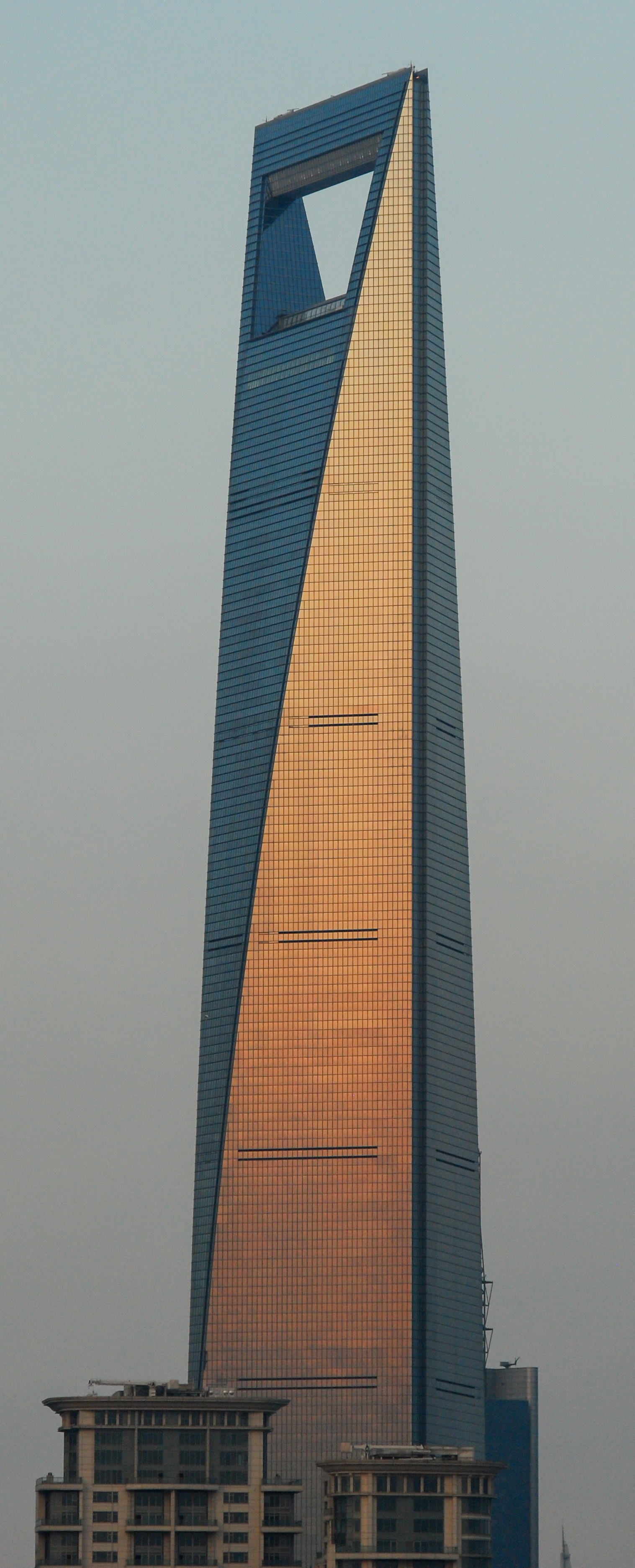
Shanghai World Financial Center